# Putilov Stal-11
Stal-11 (Stal – jeklo) je bilo enomotorno propelersko transportno/izvidniško letalo, ki so ga zasnovali v Sojvetski zvezi. Zgradili so samo en prototip, ki je prvič poletel leta 1936. Izvedli so okrog 300 letov. Letalo je bil drago za izdelavo, zato ni vstopil v serijsko proizvodnjo.

## Specifikacije (Stal-11)
- Posadka: 1
- Kapaciteta: 4 potnikov
- Dolžina: 12,5 m (41 ft in)
- Razpon kril: 15 m (49 ft 2-1/2 in)
- Površina krila: 31 m2 (333.7 ft2)
- Prazna teža: 1830 kg (4034 lb)
- Gros teža: 2700 kg (5952 lb)
- Motor: 1 × M-100A, 626/641 kW (840/860 KM)

- Maks. hitrost: 430 km/h (267 mph)
- Potovalna hitrost: 370 km/h (230 mph)
- Dolet: 1000 km (621 milj)
- Višina leta (servisna): 8000 m (26250 ft)